# سیمنتک

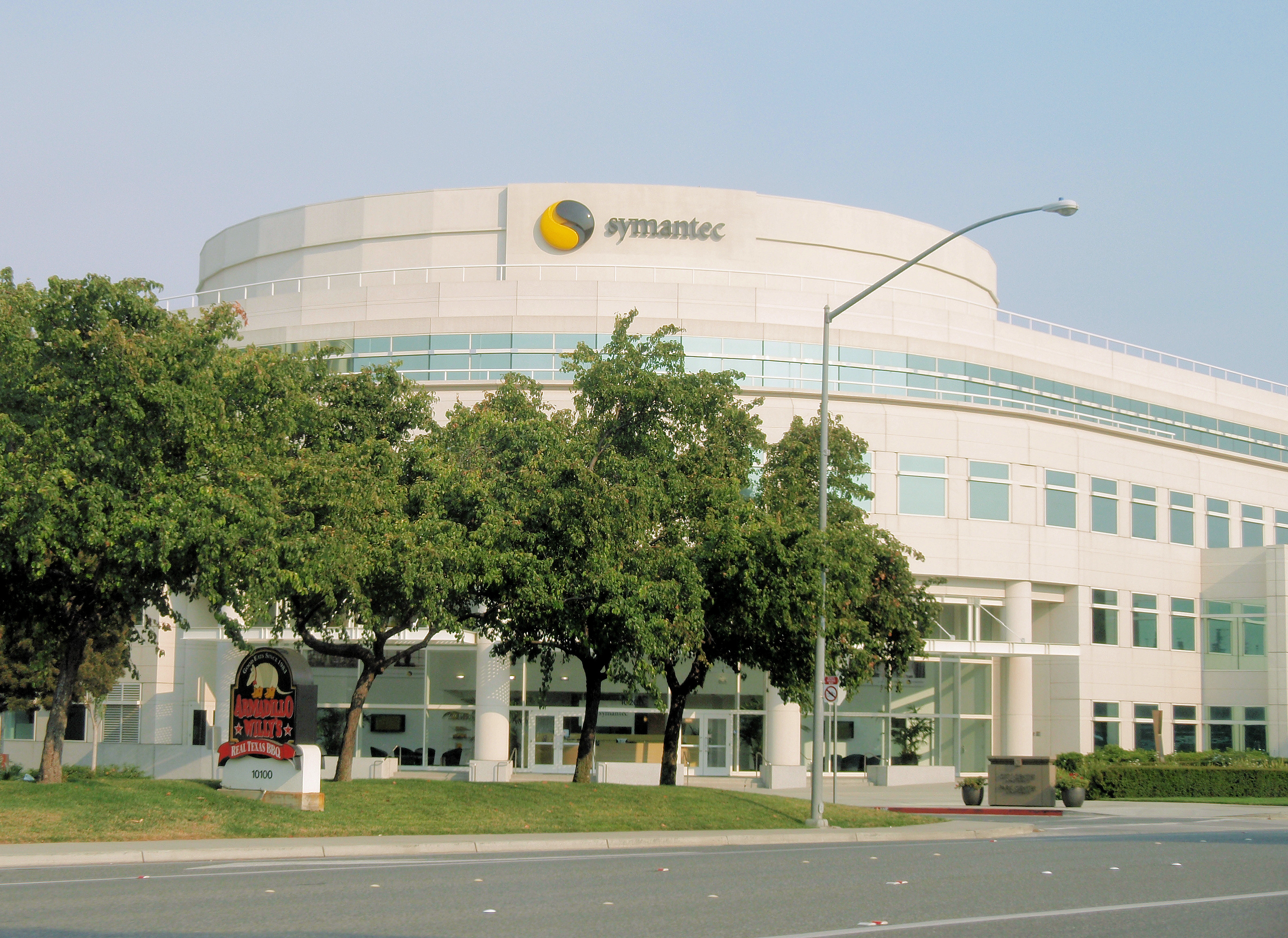
دفتر مرکزی شرکت سیمنتککوپرتینو کالیفرنیا

نورتون لایف لاک (به انگلیسی: NortonLifeLock) که پیش از این سیمنتک شناخته می‌شد، بزرگترین شرکت تولیدکنندهٔ نرم‌افزارهای امنیتی برای رایانه‌های شخصی در دنیاست. این شرکت در سال ۱۹۸۲ توسط‌گری هندریکس با کمک بنیاد ملی علوم آمریکا تأسیس شد. فعالیت‌های این شرکت بیشتر بر روی پروژه‌های مرتبط با هوش مصنوعی متمرکز بود. هندریکس چندین پژوهشگر در زمینه پردازش زبان‌های طبیعی از دانشگاه استنفورد استخدام کرد که در حقیقت اولین کارمندان شرکت سیمانتک بودند. در سال ۱۹۸۴ سیمانتک توسط شرکت نرم‌افزاری C&E خریداری شد که مالکان آن دنیس کولمن و گوردن ایوبنکس بودند. بعد از ادغام این دو شرکت نام سیمانتک بر روی این شرکت جدید باقی‌ماند و ایوبنکس به سمت مدیر ارشد اجرایی منصوب شد. اولین محصول شرکت یک نرم‌افزار با نام کیواندای بود که در سال ۱۹۸۵ منتشر شد. این نرم‌افزار یک سامانه مدیریت پایگاه داده‌ها را به همراه یک واژه پرداز فراهم می‌آورد. در اگوست ۱۹۹۰ شرکت رایانه‌ای پیتر نورتون که نرم‌افزارهای مختلفی تحت سیستم‌عامل داس ارائه کرده بود توسط شرکت سایمان‌تِِک خریداری شد. نرم‌افزار ضدویروس و ابزارهای مدیریت اطلاعات که توسط شرکت سایمان‌تِِک منتشر می‌شوند همچنان با نام پیتر نورتون در بازار عرضه می‌شوند.

## شرکت‌های خریداری‌شده و ادغام‌شده

### وریتاس
در ۱۶ دسامبر ۲۰۰۴ دو شرکت وریتاس و سیمانتک اعلام کردند که قصد ادغام با یکدیگر را دارند. ارزش شرکت وریتاس ۱۳٫۵ بیلیون دلار بود و این بزرگترین ادغام در صنعت شرکت‌های نرم‌افزاری تا به امروز محسوب می‌شود. سهامداران شرکت سیمانتک در ۲۴ ژوئن ۲۰۰۵ به این ادغام رأی مثبت دادند و قرارداد ادغام در ۲ ژوئیه ۲۰۰۵ بسته شد. در نتیجه این ادغام چندین محصول با نام‌های وریتاس فایل سیستم، وریتاس ولوم منیجر، وریتاس ولوم ریپلیکیتور و وریتاس کلوستر سرور به جمع محصولات سیمانتک اضافه شد.

### سی‌گیت
(به انگلیسی: sygate)در ۱۶ اوت ۲۰۰۵ سیمانتک شرکت سی‌گیت را خریداری کرد. فعالیت شرکت سی‌گیت در زمینه نرم‌افزارهای امنیتی بود و در حدود ۲۰۰ کارمند داشت و دفتر آن در فرمونت کالیفرنیا بود. در ۳۰ نوامبر ۲۰۰۵ انتشار محصولات دیوارآتش سی‌گیت توسط سیمانتک به پایان رسید و این محصولات با ادغام در نرم‌افزارهای سیمانتک و تحت نام دیوارآتش شخصی نورتون به بازار عرضه می‌شوند.

### آلتیریس
شرکت سیمانتک در ۲۹ ژانویه ۲۰۰۷ اعلام کرد که قصد خرید شرکت آلتیریس را دارد و این خرید در ۶ آوریل ۲۰۰۷ نهایی شد. آلتیریس در سال ۱۹۹۸ تأسیس شده بود و دفتر مرکزی آن در یوتا قرار داشت. فعالیت این شرکت در رابطه با نرم‌افزارهای مدیریتی سرویس گرا بود. این شرکت همچنین نرم‌افزارهای در زمینه خدمات وب، امنیتی و مدیریت سیستم‌ها ارائه کرده بود.

### مسیج‌لبز
سیمانتک شرکت انگلیسی مسیج‌لبز را در ۱۷ نوامبر ۲۰۰۸ خریداری کرد.

## محصولات تحت نام نورتون
- ضدویروس نورتون
- نورتون اینترنت سکیوریتی
- نورتون ۳۶۰
- دیوارآتش نورتون
- نورتون سیستم‌ورکز
- نورتون یوتیلیتیز
- نورتون آنتی‌بوت
- ضدهرزنامه نورتون
- نورتون گوبک
- نورتون پارتیشن‌مجیک
- نورتون گوست